# Puchar Europy Mistrzów Klubowych w piłce siatkowej (1983/1984)
Puchar Europy Mistrzów Krajowych 1983/1984 – 25. sezon Pucharu Europy Mistrzów Krajowych rozgrywanego od 1959 roku, organizowanego przez Europejską Konfederację Piłki Siatkowej (CEV) w ramach europejskich pucharów dla męskich klubowych zespołów siatkarskich „starego kontynentu”.

## System rozgrywek
- W fazie kwalifikacyjnej i w dwóch rundach fazy głównej drużyny rozgrywały ze sobą dwumecz, z którego lepsza awansowała dalej. O awansie decydowały kolejno: liczba wygranych meczów, liczba wygranych setów, liczba zdobytych małych punktów.
- Do turnieju finałowego awansowały 4 zespoły. Rozegrały one pomiędzy sobą po jednym spotkaniu. Zwycięzca otrzymywał 2 punkty, natomiast przegrany – 1 punkt. Zwycięzcą został klub, który po rozegraniu wszystkich meczów turnieju finałowego zdobył najwięcej punktów.

## Drużyny uczestniczące
| Państwo        | Drużyna                  |
| -------------- | ------------------------ |
| Anglia         | Speedwell Bristol        |
| Albania        | Dinamo Tirana            |
| Austria        | Tyrolia Wiedeń           |
| Belgia         | Ibis Kortrijk            |
| Bułgaria       | CSKA Sofia               |
| Cypr           | APOEL Nikozja            |
| Czechosłowacja | Dukla Liberec            |
| Dania          | DHG Odense               |
| Portugalia     | Esmoriz Ginásio Clube    |
| Finlandia      | Loimu 79 Turku           |
| Francja        | AS Cannes Volley-Ball    |
| Grecja         | Olympiakos Pireus        |
| Hiszpania      | Sanitas Madryt           |
| Holandia       | Starlift Voorburg        |
| Izrael         | Hapoel Ha-Mapil          |
| Jugosławia     | Mladost Zagrzeb          |
| Norwegia       | Brostadbotn Tromsø       |
| RFN            | USC Giessen              |
| Szwajcaria     | Lausanne UC              |
| Szwecja        | Progona VBK              |
| Turcja         | Eczasibasi Stambuł       |
| Węgry          | Phoenix Mecano Kecskemét |
| Włochy         | Santal Parma             |

## Runda wstępna
| Data  | Drużyna 1          | Wynik | Drużyna 2          | Sety                            |
| ----- | ------------------ | ----- | ------------------ | ------------------------------- |
|       | Esmoriz Ginasio    | 0:3   | Eczasibasi Stambuł | 5:15, 5:15, 8:15                |
|       | Eczasibasi Stambuł | 3:0   | Esmoriz Ginasio    | 15:1, 15:3, 15:4                |
|       |                    |       |                    |                                 |
|       | Lausanne UC        | 1:3   | Sanitas Madryt     | 13:15, 12:15, 15:12, 11:15      |
|       | Sanitas Madryt     | 3:0   | Lausanne UC        | 15:12, 15:7, 15:2               |
|       |                    |       |                    |                                 |
|       | Brostadbotn Tromsø | 1:3   | Loimu 79 Turku     | 7:15, 15:12, 15:17, 4:15        |
|       | Loimu 79 Turku     | 3:0   | Brostadbotn Tromsø | 15:5, 15:4, 15:3                |
|       |                    |       |                    |                                 |
| 12.11 | Olympiakos Pireus  | 3:0   | Apoel Nikozja      | 15:5 15:3 15:1                  |
|       | Apoel Nikozja      | 0:3   | Olympiakos Pireus  | 2:15, 4:15, 5:15                |
|       |                    |       |                    |                                 |
|       | Hapoel Ha-Mapil    | 1:3   | USC Giessen        | 10:15, 9:15, 15:8, 12:15        |
|       | USC Giessen        | 3:0   | Hapoel Ha-Mapil    | 15:0, 15:4, 15:12               |
|       |                    |       |                    |                                 |
|       | Tyrolia Wiedeń     | 3:2   | Speedwell Bristol  | 15:9, 13:15, 11:15, 15:6, 15:10 |
|       | Speedwell Bristol  | 1:3   | Tyrolia Wiedeń     | 15:8, 14:16, 2:15, 6:15         |
|       |                    |       |                    |                                 |
|       | Progona VBK        | 3:0   | DHG Odense         | 15:12, 15:9, 15:1               |
|       | DHG Odense         | 2:3   | Progona VBK        | 11:15, 15:5, 15:9, 4:15, 6:15   |

## 1/8 finału
| Data  | Drużyna 1                | Wynik | Drużyna 2                | Sety                          |
| ----- | ------------------------ | ----- | ------------------------ | ----------------------------- |
|       | Santal Parma             | 3:1   | CSKA Sofia               | 18:16, 7:15, 15:7, 15:8       |
|       | CSKA Sofia               | 3:1   | Santal Parma             | 15:6, 6:15, 15:13, 15:9       |
|       |                          |       |                          |                               |
|       | Starlift Voorburg        | 3:0   | Eczasibasi Stambuł       | 15:4, 15:7, 15:13             |
|       | Eczasibasi Stambuł       | 3:2   | Starlift Voorburg        | 15:5, 7:15, 9:15, 15:3, 15:12 |
|       |                          |       |                          |                               |
|       | Ibis Kortrijk            | 1:3   | Mladost Zagrzeb          | 12:15, 10:15, 15:8, 12:15     |
|       | Mladost Zagrzeb          | 3:1   | Ibis Kortrijk            | 15:12, 12:15, 15:10, 15:6     |
|       |                          |       |                          |                               |
|       | Loimu 79 Turku           | 3:1   | Sanitas Madryt           | 10:15, 15:6, 15:6, 15:10      |
|       | Sanitas Madryt           | 3:0   | Loimu 79 Turku           | 15:7, 18:16, 15:6             |
|       |                          |       |                          |                               |
| 04.12 | Olympiakos Pireus        | 1:3   | Dukla Liberec            | 9:15, 15:11, 4:15, 6:15       |
| 11.12 | Dukla Liberec            | 3:0   | Olympiakos Pireus        | 15:6, 15:7, 15:6              |
|       |                          |       |                          |                               |
|       | Phoenix Mecano Kecskemet | 0:3   | USC Giessen              | 15:4, 15:13, 15:13            |
|       | USC Giessen              | 3:0   | Phoenix Mecano Kecskemet | 15:0, 15:6, 15:10             |
|       |                          |       |                          |                               |
|       | Dinamo Tirana            | 3:1   | AS Cannes VB             | 11:15, 15:13, 15:12, 17:15    |
|       | AS Cannes VB             | 3:0   | Dinamo Tirana            | 15:11, 15:9, 15:6             |
|       |                          |       |                          |                               |
|       | Progona VBK              | 3:2   | Tyrolia Wiedeń           | 9:15, 15:9, 8:15, 15:9, 15:12 |
|       | Tyrolia Wiedeń           | 3:1   | Progona VBK              | 15:11, 13:15, 15:13, 16:14    |

## Ćwierćfinał
| Data | Drużyna 1         | Wynik | Drużyna 2         | Sety                            |
| ---- | ----------------- | ----- | ----------------- | ------------------------------- |
|      | Starlift Voorburg | 0:3   | Santal Parma      | 9:15, 6:15, 12:15               |
|      | Santal Parma      | 3:0   | Starlift Voorburg | 15:13, 15:6, 15:$               |
|      |                   |       |                   |                                 |
|      | Sanitas Madryt    | 3:2   | Mladost Zagrzeb   | 15:3, 13:15, 11:15, 16:14, 15:2 |
|      | Mladost Zagrzeb   | 3:0   | Sanitas Madryt    | 15:7, 15:4, 15:12               |
|      |                   |       |                   |                                 |
|      | Dukla Liberec     | 3:0   | USC Giessen       | 15:6, 15:12, 15:9               |
|      | USC Giessen       | 1:3   | Dukla Liberec     | 14:16, 15:13, 13:15, 17:19      |
|      |                   |       |                   |                                 |
|      | Tyrolia Wiedeń    | 3:2   | AS Cannes VB      | 15:5, 10:15, 15:8, 13:15, 15:10 |
|      | AS Cannes VB      | 3:0   | Tyrolia Wiedeń    | 15:10, 15:8, 15:9               |

## Turniej finałowy
Bazylea
Wyniki
| Data  | Drużyna 1       | Wynik | Drużyna 2       | Sety                           |
| ----- | --------------- | ----- | --------------- | ------------------------------ |
| 17.02 | Dukla Liberec   | 3:0   | AS Cannes       | 15:4, 15:5, 15:5               |
| 17.02 | Santal Parma    | 3:2   | Mladost Zagrzeb | 9:15, 9:15, 15:10, 16:14, 15:5 |
|       |                 |       |                 |                                |
| 18.02 | Mladost Zagrzeb | 3:2   | Dukla Liberec   | 3:15, 10:15, 15:8, 15:2, 16:14 |
| 18.02 | Santal Parma    | 3:0   | AS Cannes       | 15:10, 15:10, 15:7             |
|       |                 |       |                 |                                |
| 19.02 | Mladost Zagrzeb | 3:0   | AS Cannes       | 15:11, 15:5, 15:8              |
| 19.02 | Santal Parma    | 3:0   | Dukla Liberec   | 15:11, 15:8, 15:10             |

Tabela
| Lp. | Drużyna         | Pkt | Mecze | Mecze | Mecze | Sety | Sety | Sety  | Małe punkty | Małe punkty | Małe punkty |
| Lp. | Drużyna         | Pkt | M     | W     | P     | wyg. | prz. | ratio | zdob.       | str.        | ratio       |
| --- | --------------- | --- | ----- | ----- | ----- | ---- | ---- | ----- | ----------- | ----------- | ----------- |
| 1   | Santal Parma    | 6   | 3     | 3     | 0     | 9    | 2    | 4.500 | 154         | 115         | 1.339       |
| 2   | Mladost Zagrzeb | 5   | 3     | 2     | 1     | 8    | 5    | 1.600 | 163         | 142         | 1.148       |
| 3   | Dukla Liberec   | 4   | 3     | 1     | 2     | 5    | 6    | 0.833 | 128         | 118         | 1.085       |
| 4   | AS Cannes       | 3   | 3     | 0     | 3     | 0    | 9    | 0.000 | 65          | 135         | 0.481       |

Źródło: 
Zasady ustalania kolejności: 1. liczba zdobytych punktów; 2. wyższy stosunek setów; 3. wyższy stosunek małych punktów.
Punktacja: zwycięstwo – 2 pkt; porażka – 1 pkt

## Klasyfikacja końcowa
| Miejsce | Drużyna               |
| ------- | --------------------- |
| złoto   | Santal Parma          |
| srebro  | Mladost Zagrzeb       |
| brąz    | Dukla Liberec         |
| 4.      | AS Cannes Volley-Ball |